# Dialineura lehri
Dialineura lehri är en tvåvingeart som beskrevs av Zaitzev 1977. Dialineura lehri ingår i släktet Dialineura och familjen stilettflugor. Inga underarter finns listade i Catalogue of Life.